# Saint-Michel-sur-Orge
Saint-Michel-sur-Orge là một xã ở tỉnh Essonne thuộc vùng Île-de-France miền bắc nước Pháp.
Theo điều tra dân số năm 1999, dân số xã này là 20.375 người. Ước tính dân số năm 2005 là 20.200.
Danh xưng cư dân địa phương Saint-Michel-sur-Orge trong tiếng Pháp là Saint-Michellois.